# Laemonema barbatulum
Laemonema barbatulum is een straalvinnige vissensoort uit de familie van diepzeekabeljauwen (Moridae). De wetenschappelijke naam van de soort is voor het eerst geldig gepubliceerd in 1883 door Goode & Bean.